# Бенјамин Бекер
Бенјамин Бекер (рођен 26. јуна 1981. године у Мерцигу, Сарланд, Западна Немачка) је бивши немачки тенисер. Најбољи пласман на АТП листи му је 35. место у појединачној конкуренцији.

## АТП финала

### Појединачно: 3 (1–2)
| Легенда                        |
| ------------------------------ |
| Гренд слем турнири (0–0)       |
| Завршно првенство сезоне (0–0) |
| АТП мастерс 1000 (0–0)         |
| АТП 500 (0–0)                  |
| АТП 250 (1–2)                  |

| Финала по подлози |
| ----------------- |
| Тврда (0–1)       |
| Шљака (0–0)       |
| Трава (1–1)       |

| Финала по локацији |
| ------------------ |
| Отворено (1–1)     |
| Дворана (0–1)      |

| Исход     | Бр. | Датум               | Турнир                 | Подлога   | Противник             | Резултат           |
| --------- | --- | ------------------- | ---------------------- | --------- | --------------------- | ------------------ |
| Финалиста | 1.  | 30. септембар 2007. | Бангкок, Тајланд       | Тврда (д) | Дмитриј Турсунов      | 2–6, 1–6           |
| Победник  | 1.  | 20. јун 2009.       | Хертогенбос, Холандија | Трава     | Ремон Слуитер         | 7–5, 6–3           |
| Финалиста | 2.  | 21. јун 2014.       | Хертогенбос, Холандија | Трава     | Роберто Баутиста Агут | 6–2, 6–7(2–7), 4–6 |

### Парови: 2 (0–2)
| Легенда                        |
| ------------------------------ |
| Гренд слем турнири (0–0)       |
| Завршно првенство сезоне (0–0) |
| АТП мастерс 1000 (0–0)         |
| АТП 500 (0–0)                  |
| АТП 250 (0–2)                  |

| Финала по подлози |
| ----------------- |
| Тврда (0–2)       |
| Шљака (0–0)       |
| Трава (0–0)       |

| Финала по локацији |
| ------------------ |
| Отворено (0–1)     |
| Дворана (0–1)      |

| Исход     | Бр. | Датум             | Турнир           | Подлога   | Партнер        | Противници             | Резултат      |
| --------- | --- | ----------------- | ---------------- | --------- | -------------- | ---------------------- | ------------- |
| Финалиста | 1.  | 2. август 2009.   | Лос Анђелес, САД | Тврда     | Франк Мозер    | Боб Брајан Мајк Брајан | 4–6, 6–7(2–7) |
| Финалиста | 2.  | 14. фебруар 2010. | Сан Хозе, САД    | Тврда (д) | Леонардо Мајер | Марди Фиш Сем Квери    | 6–7(3–7), 5–7 |